# میراهامپه
میراهامپه (به لاتین: Mirahampe) یک منطقهٔ مسکونی در سری‌لانکا است که در استان مرکزی (سری‌لانکا) واقع شده‌است.